# Axel Asker
Axel Asker, född 20 januari 1848 i Jönköpings församling, död 16 februari 1924 i Oscars församling, Stockholms stad, var en svensk politiker, riksdagsledamot samt landshövding i Västerbottens och Hallands län. Han var son till Gustaf Ferdinand Asker.

## Biografi
Asker avlade hovrättsexamen i Uppsala 1871, blev länsnotarie i Södermanlands län 1876, landssekreterare i Västernorrlands län 1879 och i Värmlands län 1894. Asker var tillförordnad landshövding i Västerbottens län 1900–1902, varefter han blev landshövding i Hallands län 1902–1916.
Asker satt i riksdagens första kammare 1894–1902 för Västerbottens län och 1909–1912 för Hallands län, samt i riksdagens andra kammare 1906–1908, invald i Halmstads valkrets. Han tillhörde Första kammarens moderata parti. Han var ledamot i bankoutskottet 1899–1902 och satt även de särskilda utskott som hanterade frågorna om arbetsförsäkring och ersättning för olycksfall i arbetet. Han var ordförande i 1902–1903 års kommitté för att utarbeta ett förslag till proportionella val till andra kammaren.
I samband med att Sydsvenska Kraftaktiebolaget (senare Sydkraft) bildades 1906 satt Asker i dess interimsstyrelse.

## Utmärkelser
- Kommendör med stora korset av Nordstjärneorden, 6 juni 1910.[11]
- Riddare av Carl XIII:s orden, 28 januari 1906.[12]